# Šaraku Tóšúsai

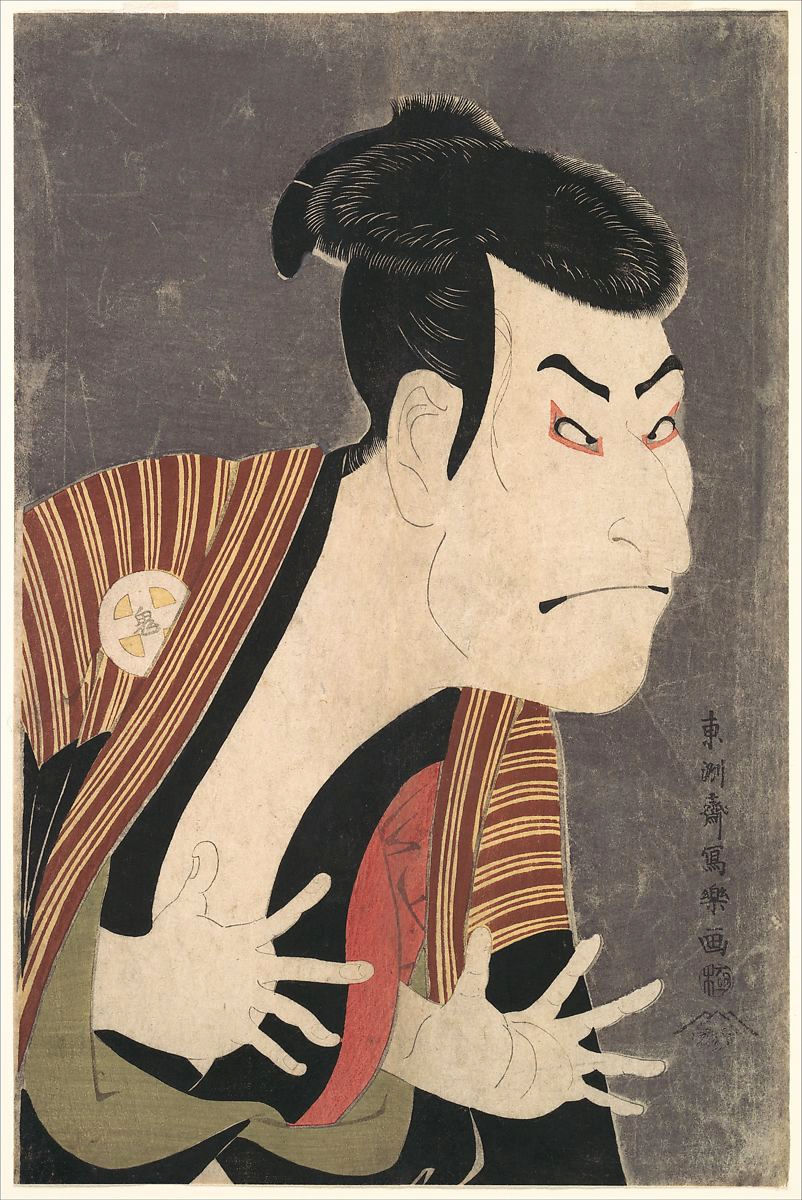
Ótani Onidži III. v roli sluhy Edobeie, barevný tisk nišiki-e, 1794

Šaraku Tóšúsai nebo Tódžúsai (japonsky 東洲斎 写楽, Tóšúsai Šaraku; narozen kolem poloviny 18. století) byl japonský grafik stylu ukijo-e, známý svými portréty herců divadla kabuki. Jeho skutečné jméno ani další údaje o jeho životě nejsou známé. Většinu svých děl uveřejnil během deseti měsíců v letech 1794–1795. Jeho plodná práce se setkala s negativní kritickou reakcí současníků a skončila tak náhle a záhadně, jako začala. Dnes je považován za jednoho z nejvýznamnějších tvůrců žánru ukijo-e.
Šarakuovy portréty zdůrazňují dynamiku a energii hereckých póz a vykazují realismus neobvyklý pro dobovou produkci ukijo-e – umělci jako Utamaro Kitagawa představovali své modely s idealizovanou krásou, zatímco Šaraku se nevyhýbal nelichotivým detailům. To bylo podle většinového vkusu špatné a tvorba tajemného umělce v prvním měsíci roku 1795 ustala. Jeho dokonalé zvládnutí techniky bez známé fáze méně zralých juvenilií vyvolalo mnoho spekulací a vědci se již dlouho pokoušejí objevit Šarakuovu skutečnou identitu. Mezi desítkami navrhovaných jmen jsou například téměř neznámý básník Šaraku, dále herec divadla nó Saitó Džúróbei nebo dokonce sám největší mistr stylu ukijo-e Hokusai Kacušika.